# SSS諸島

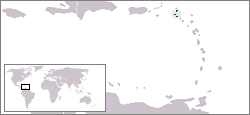
SSS諸島の位置

SSS諸島または3S諸島（SSS Islands·3S Islands/SSS-eilanden·3S-eilanden）は、カリブ海リーワード諸島（小アンティル諸島の北部）にあるオランダ領の3つの島、シント・マールテン島（Sint Maarten）、シント・ユースタティウス島（Sint Eustatius）、サバ島（Saba）の総称。それぞれの頭文字をとっている。
最大の町は、シント・マールテン島のフィリップスブルフ。シント・マールテンはオランダ王国を構成する単独の自治領であり、シント・ユースタティウスとサバはオランダ本国に属する特別自治体である（BES諸島参照）。

## 位置

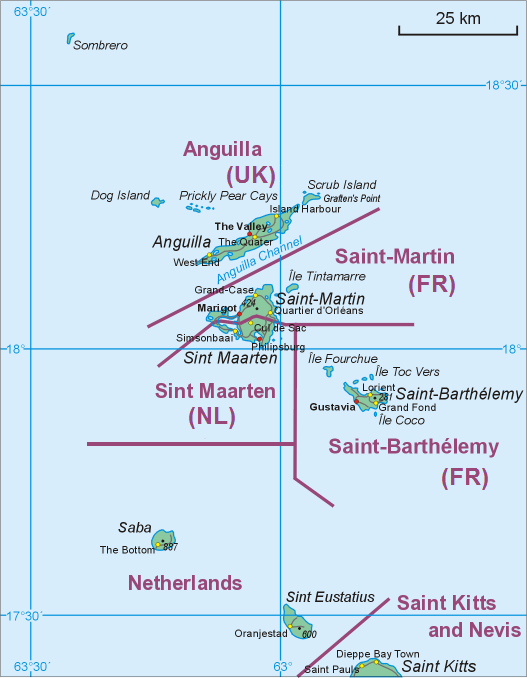
SSS諸島と近隣の島々

カリブ海地域にオランダ領の島は6つあるが、カリブ海中部に3島（SSS諸島）、ベネズエラ沖に3島（ABC諸島）と、地理的に大きく離れた2つのグループに分けられる。
シント・マールテン島（セント・マーチン島）は島の北半部がフランス領（サン・マルタン島）となっており、その北にはアンギラ（イギリス領）がある。SSS諸島の東にはサン・バルテルミー島（フランス領）、南にはセントクリストファー島（セントクリストファー・ネイビス、旧イギリス領）がある。

## 歴史
3つの島はいずれも15世紀末にコロンブスによって「発見」され、17世紀にオランダ西インド会社によって占領された。18世紀後半にはシント・ユースタティウス島が奴隷貿易を含む貿易拠点として繁栄し、「黄金の岩」（the Golden Rock）と謳われた。リーワード諸島の島々をめぐってはオランダ・イギリス・フランスが激しい争奪戦が繰り広げたが、1816年に現在のSSS諸島の領域がオランダ領として確定された。
オランダはシント・ユースタティウス島のオラニエスタッドに総督を派遣し、SSS諸島を「シント・ユースタティウス植民地」として統治した。1828年、シント・ユースタティウス植民地はキュラソー植民地（ABC諸島）・スリナム植民地とともに「西インド植民地」として統合され、パラマリボ（スリナムの首府）の西インド総督の支配下に入ることとなった。1845年に西インド植民地は大陸部（スリナム）と島嶼部に再分割されたが、シント・ユースタティウス総督は再設置されず、SSS諸島はウィレムスタッドのキュラソー総督の管轄とされ、「キュラソー植民地」に属する島として位置づけられることとなった。
1954年、ABC諸島とSSS諸島からなるキュラソー植民地は、オランダの自治領「オランダ領アンティル」（首府ウィレムスタッド）となった。オランダ領アンティルはオランダ王国を構成する主体でオランダ本国と対等とされたが、ABC諸島とSSS諸島の地理的な懸隔や各島間の経済格差などの問題を抱えた。2010年、この枠組みは解体され、シント・マールテンが単独のオランダ自治領に、他の2島がオランダ本国に属する特別自治体となった。

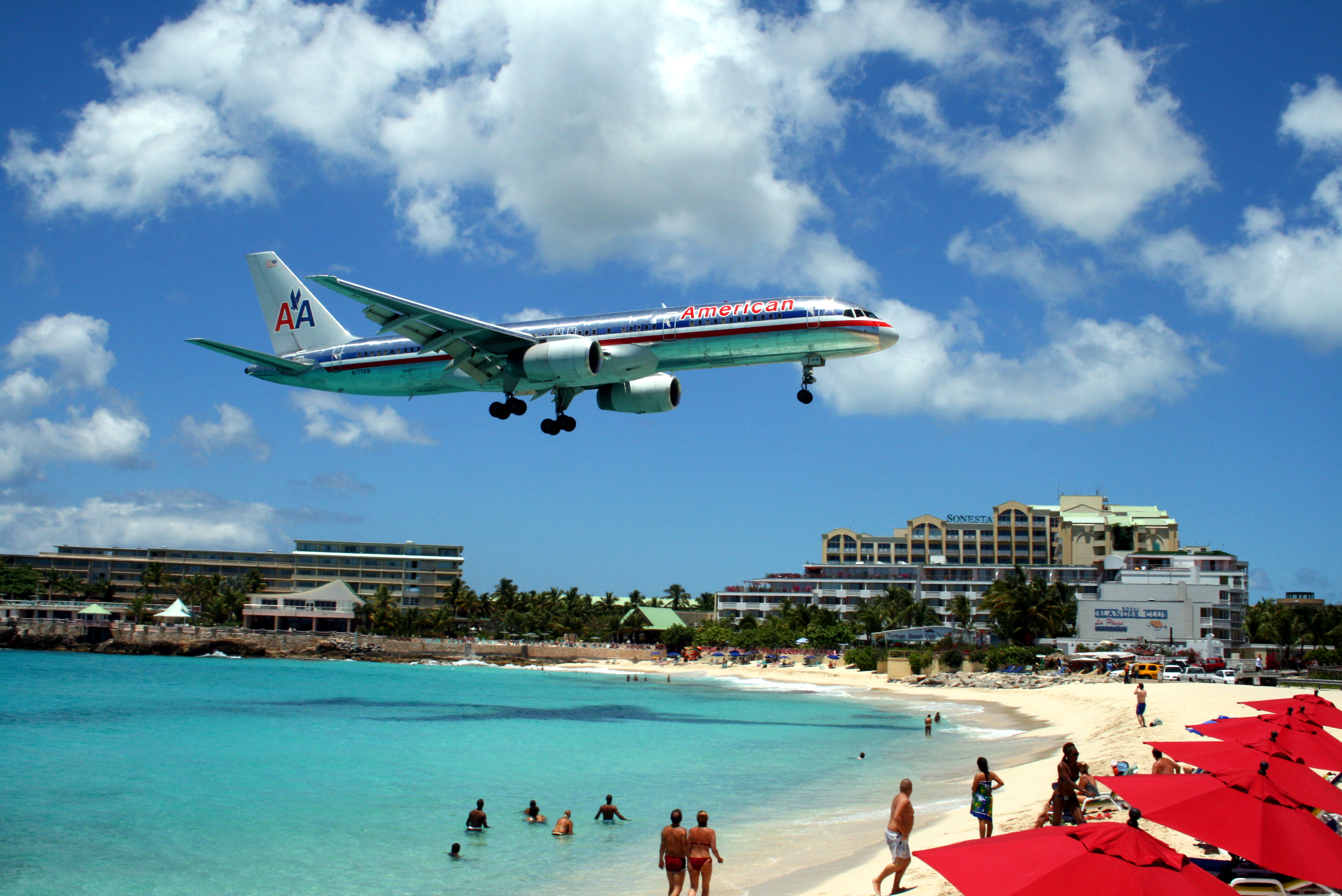
シント・マールテンの空港
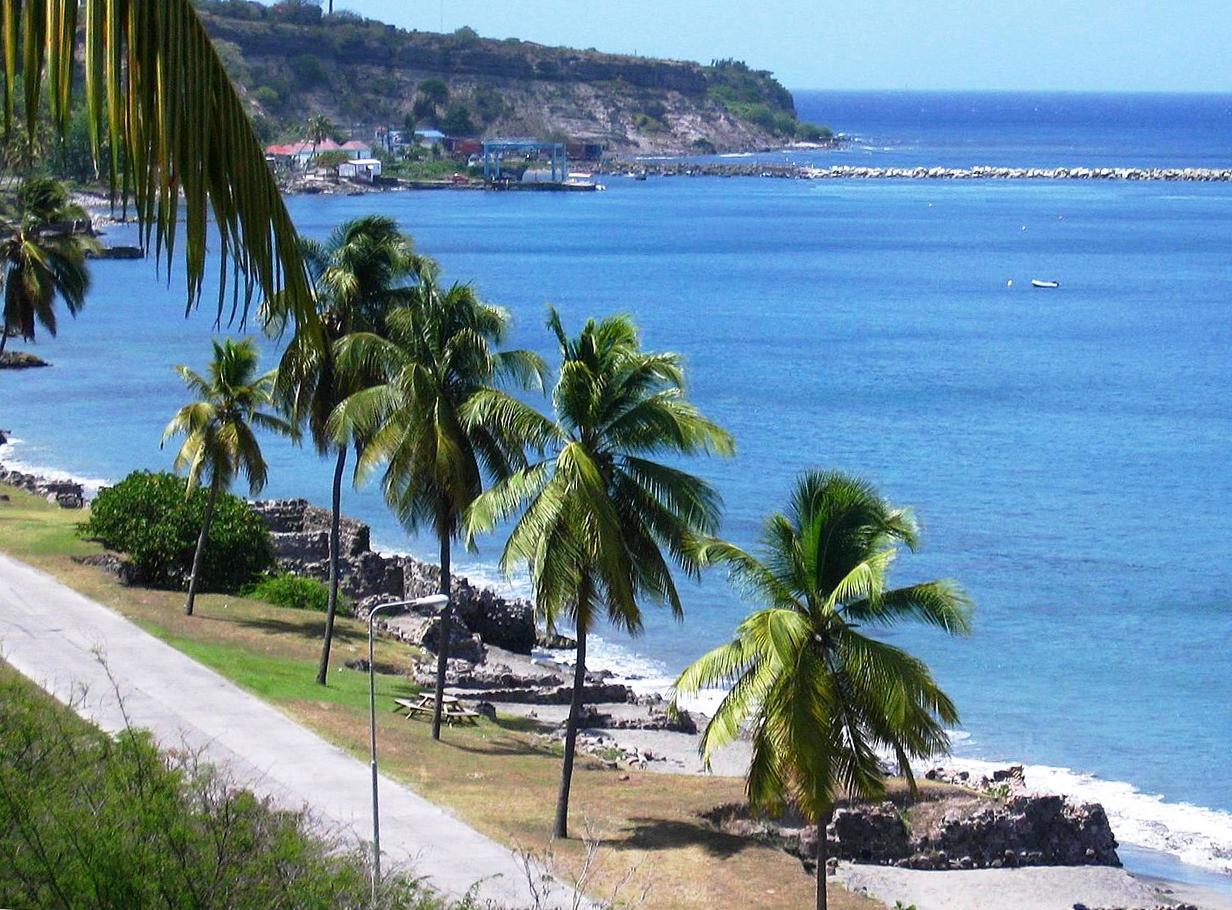
シント・ユースタティウスにある18世紀の倉庫遺構
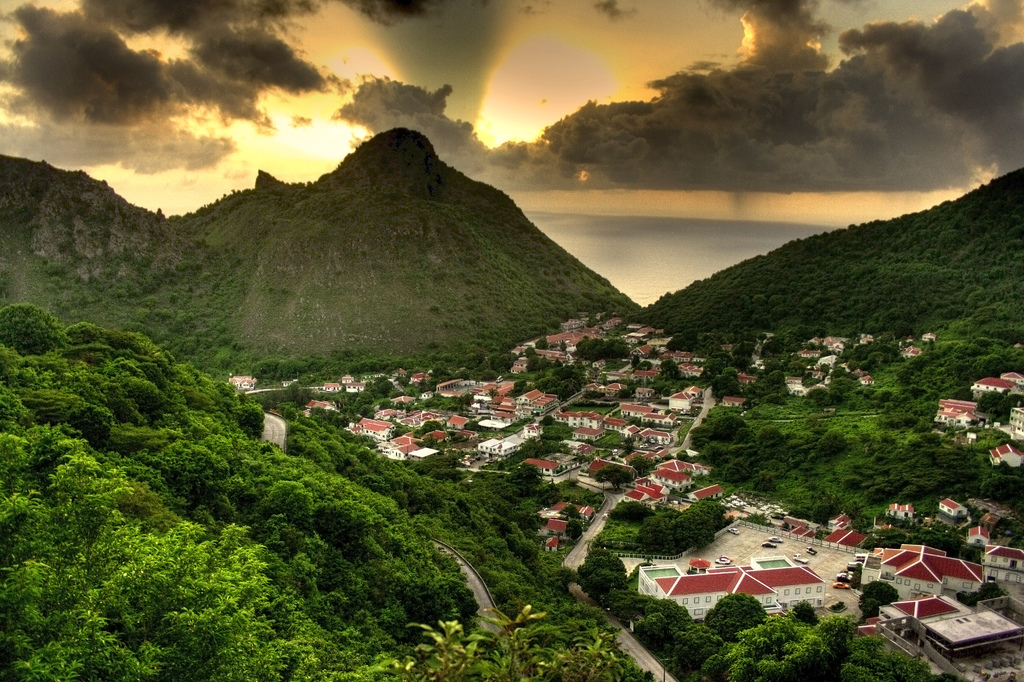
サバの火山と集落